# طاولة البلياردو

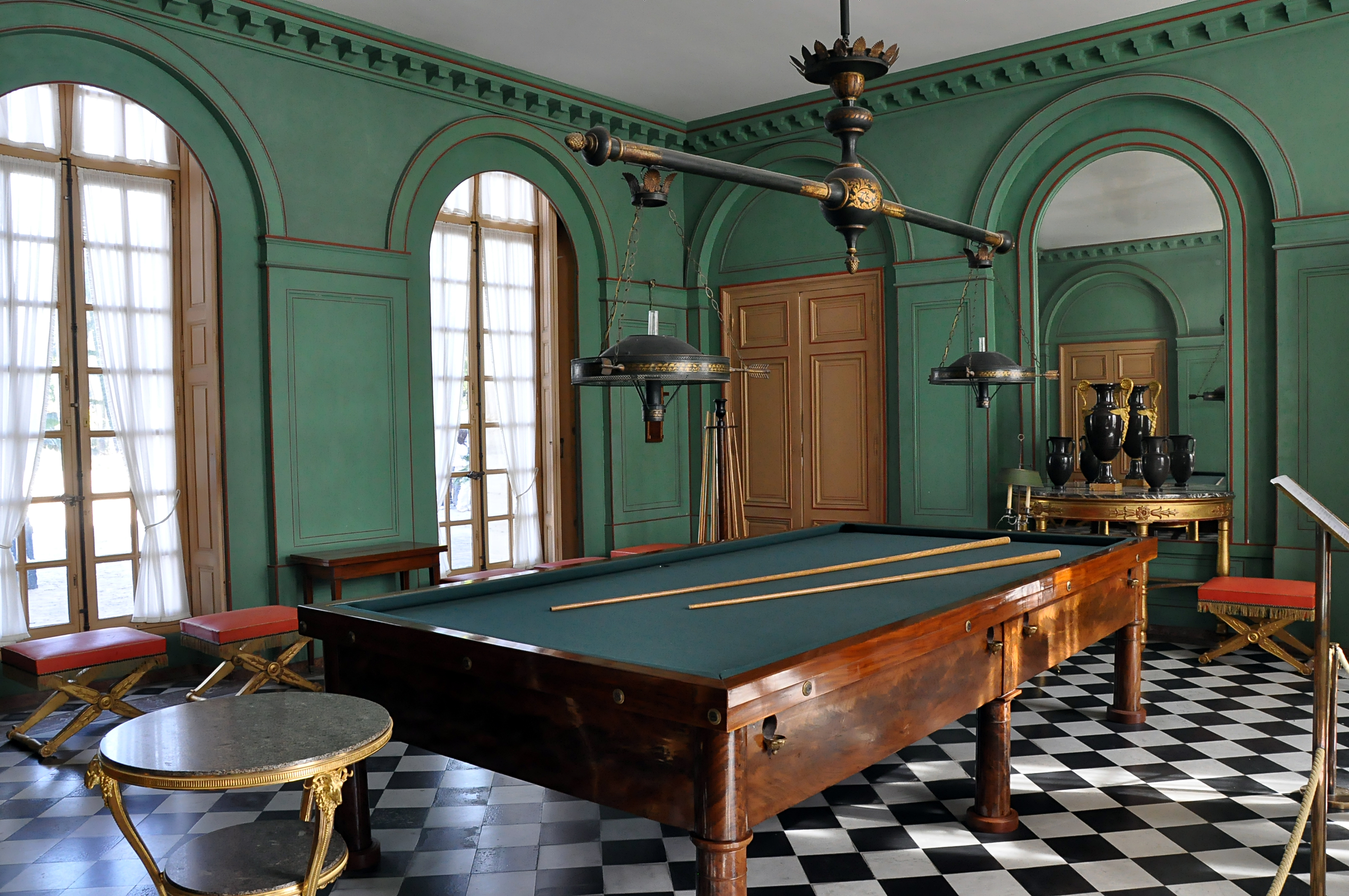

هناك 3 أنواع من الطاولات في لعبة البلياردو حسب الألعاب وقوانينها. وتنقسم إلى :
1- طاولات ذات حفر(pocket tables) : وهي الطاولات التي تستخدم للألعاب التي يكون فيها الهدف إدخال الكرات في الحفر مثل لعبة الكراة الثمانية(8ball) ولعبة الكراة التسع(9ball) ولعبة الكراة الخمسة عشر(15ball).
2- طاولات لا تحتوي على حفر (No Pocket Tables) : وهي الطاولات التي تستخدم للالعاب التي يكون فيها الهدف لمس الكرات بطرق وقوانين معينة مثل لعبة الكرات الثلاث(3ball) ولعبة الكراة الأربع(4ball) ولعبة الكرات الست(6ball).
3- طاولات السنوكر (Snooker Tables) : وهي طاولات كبيرة الحجم (الأكبر حجما في ألعاب البلياردو) وتستخدم فقط لألعاب السنوكر.